# 信和廣場

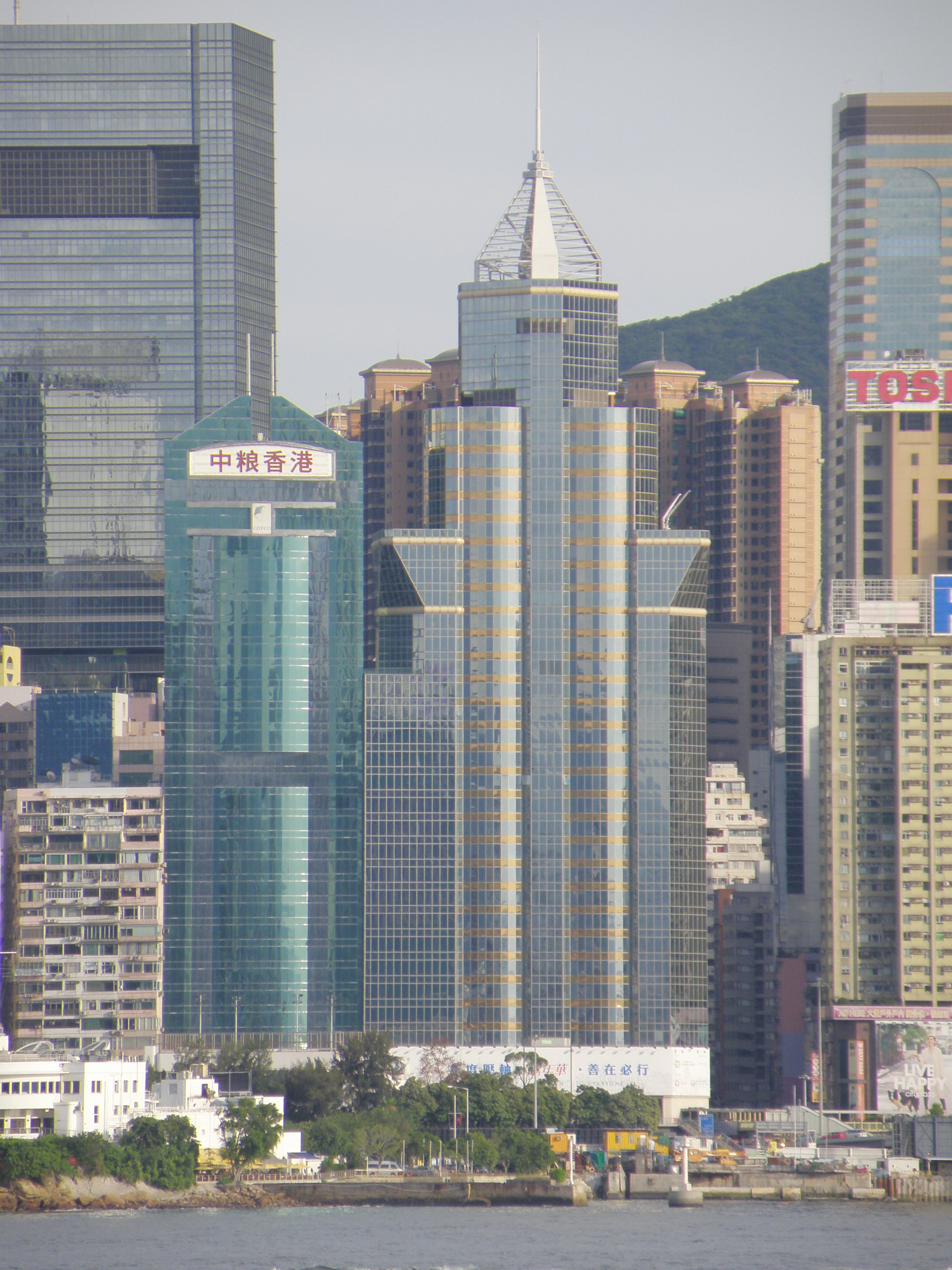
信和廣場（中）

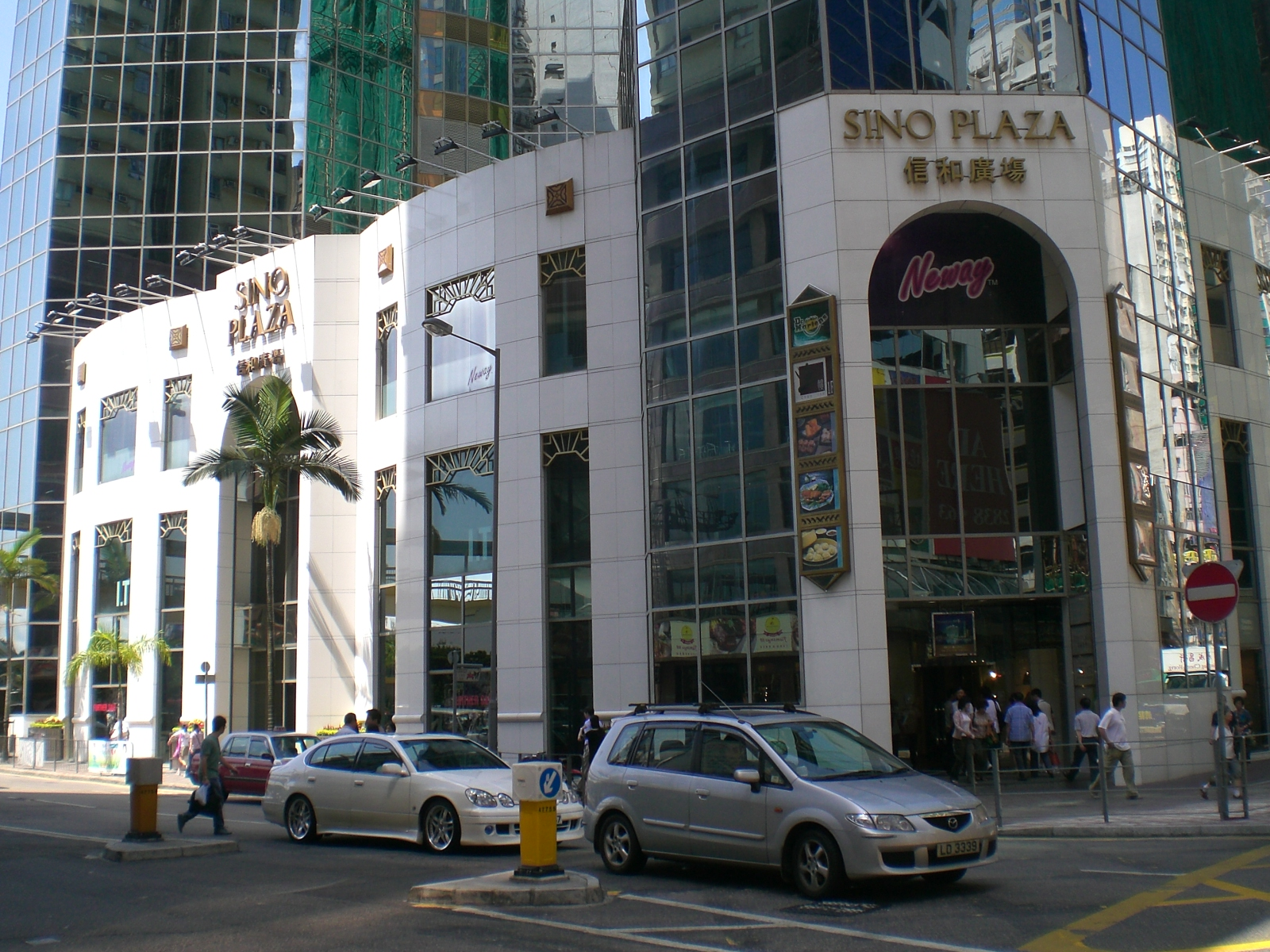
信和廣場位於謝斐道與波斯富街交界，毗鄰伊利莎伯大廈

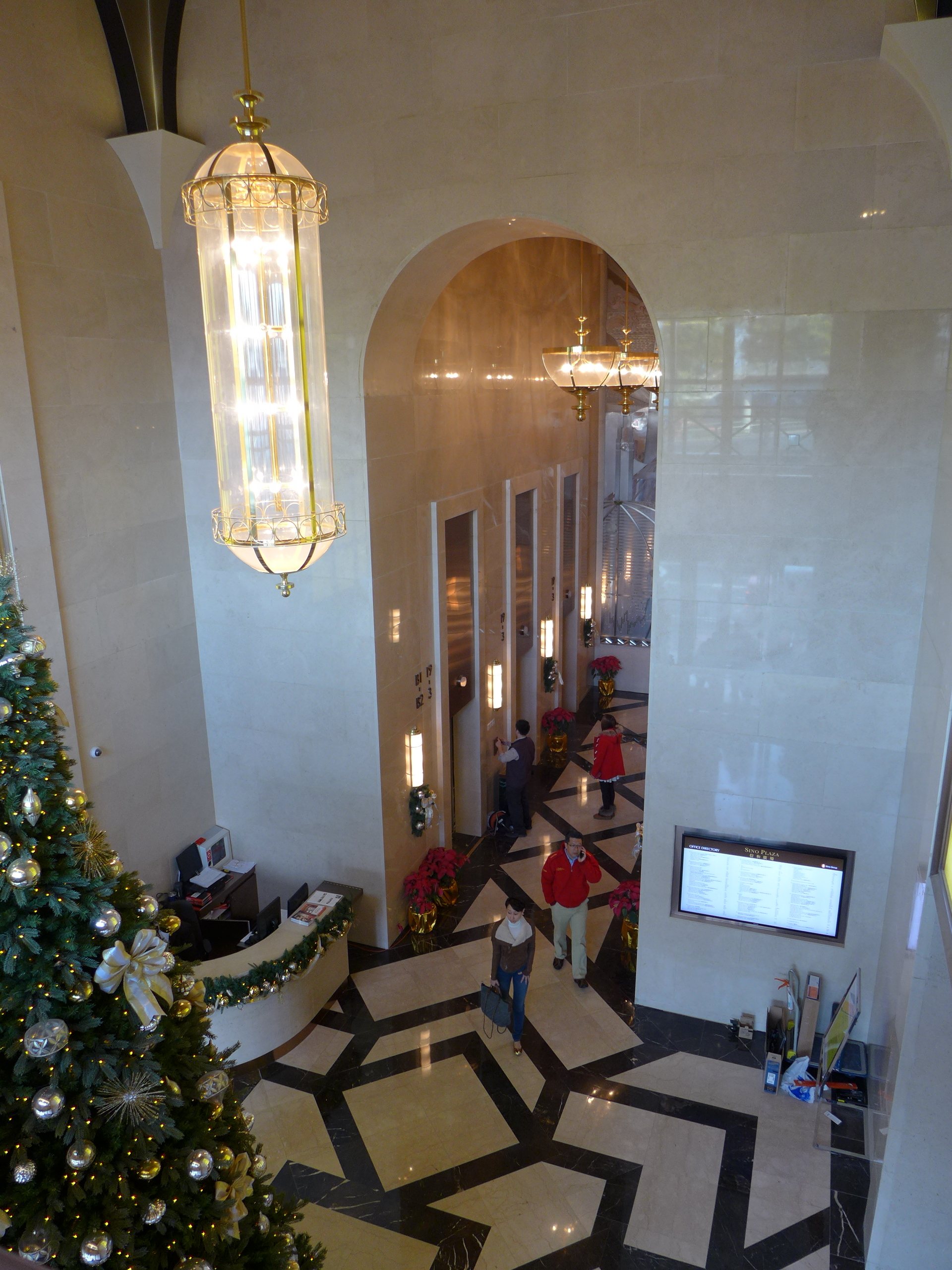
寫字樓大堂

信和廣場（英語：Sino Plaza），是香港一座寫字樓及商場，位於香港島銅鑼灣告士打道256-258號。鄰近海底隧道，距離港鐵銅鑼灣站大概為1分鐘步程。信和廣場樓高38層，1992年落成，為信和置業的物業，建築師為何顯毅建築師事務所（hpa何設計）。前身為海天大廈和海天商業大廈。

## 翻新工程
2013年，業主斥約8000萬元翻新商場連寫字樓大堂，總樓面約7萬方呎，翻新後出租率99%，平均呎租由100至300元，料人流可上升三成至四成。工程於2013年12月完成。

## 主要商户
商場租戶組合方面，約六成為食肆、時裝及化妝品佔約三成，汽車品牌約佔一成。新進駐租戶包括地下The Coffee Bean & Tea Leaf、ISA時裝、一樓的「左麟右李地道美食」、Le Jardin Patisserie高級法式美點專門店、燒肉孫三郎及二樓的譽宴和富臨飯店，當中ISA將開設約2萬方呎旗艦店；英國汽車製造商Jaguar Land Rover則設8,000方呎陳列室。
寫字樓主要租戶包括多間投資公司、埃及駐港總領事館、土耳其駐港總領事館、個人護理中心、香港僱主聯合會、Swipe HK、Ma Belle及POAD等。

## 翻新前後

### 翻新前商場商户

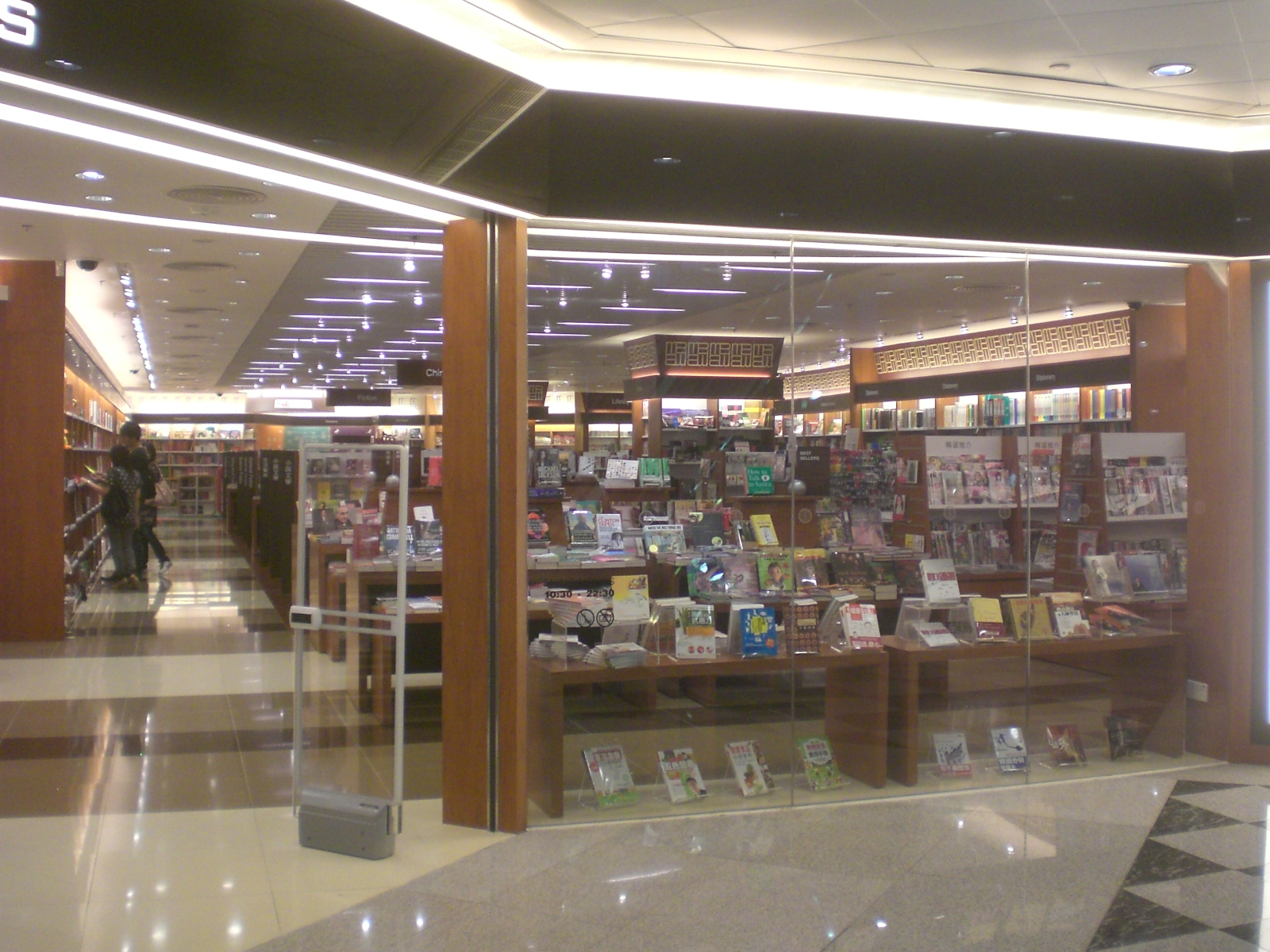
MetroBooks 書店（已結業）
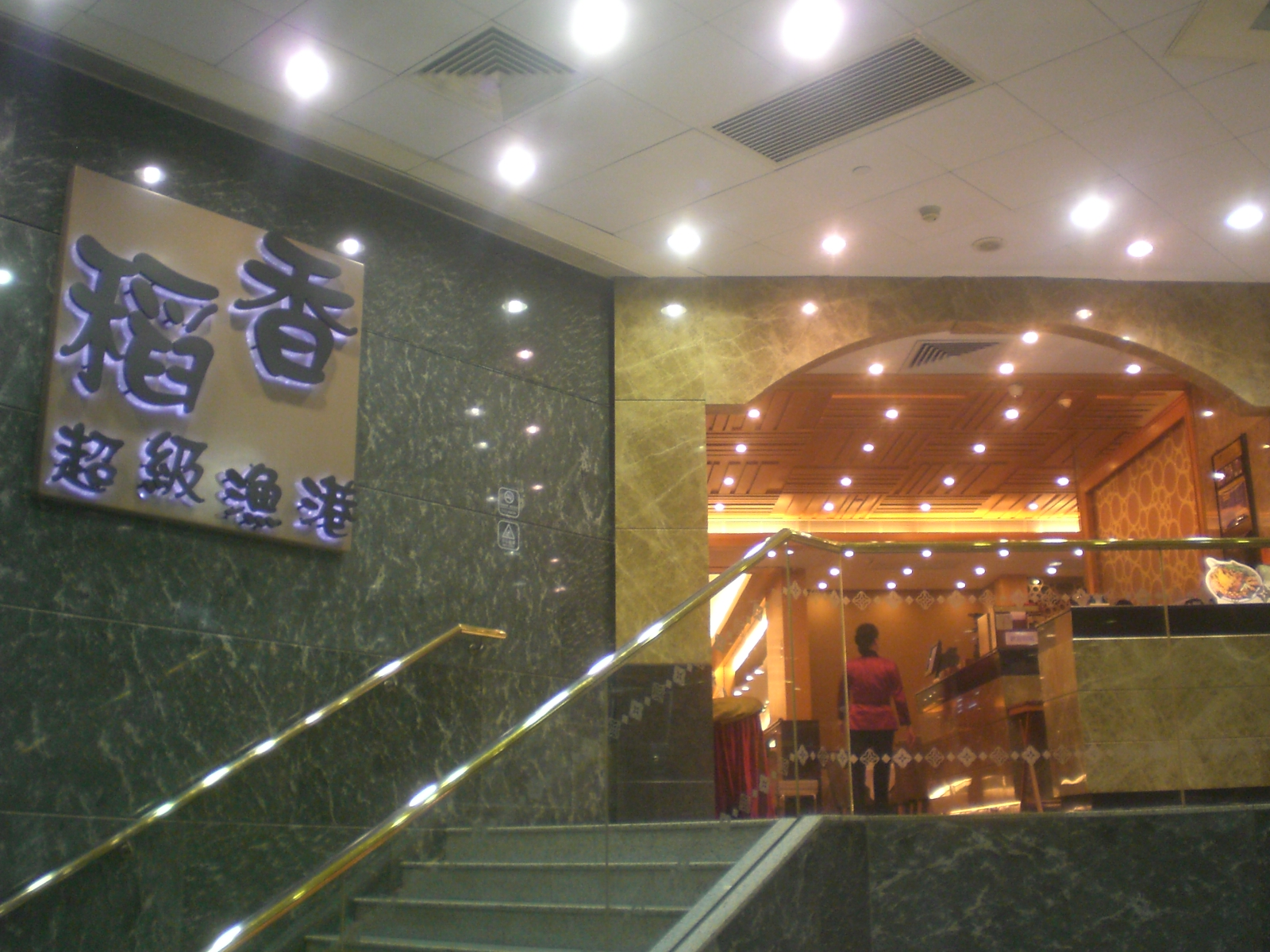
稻香（已結業）
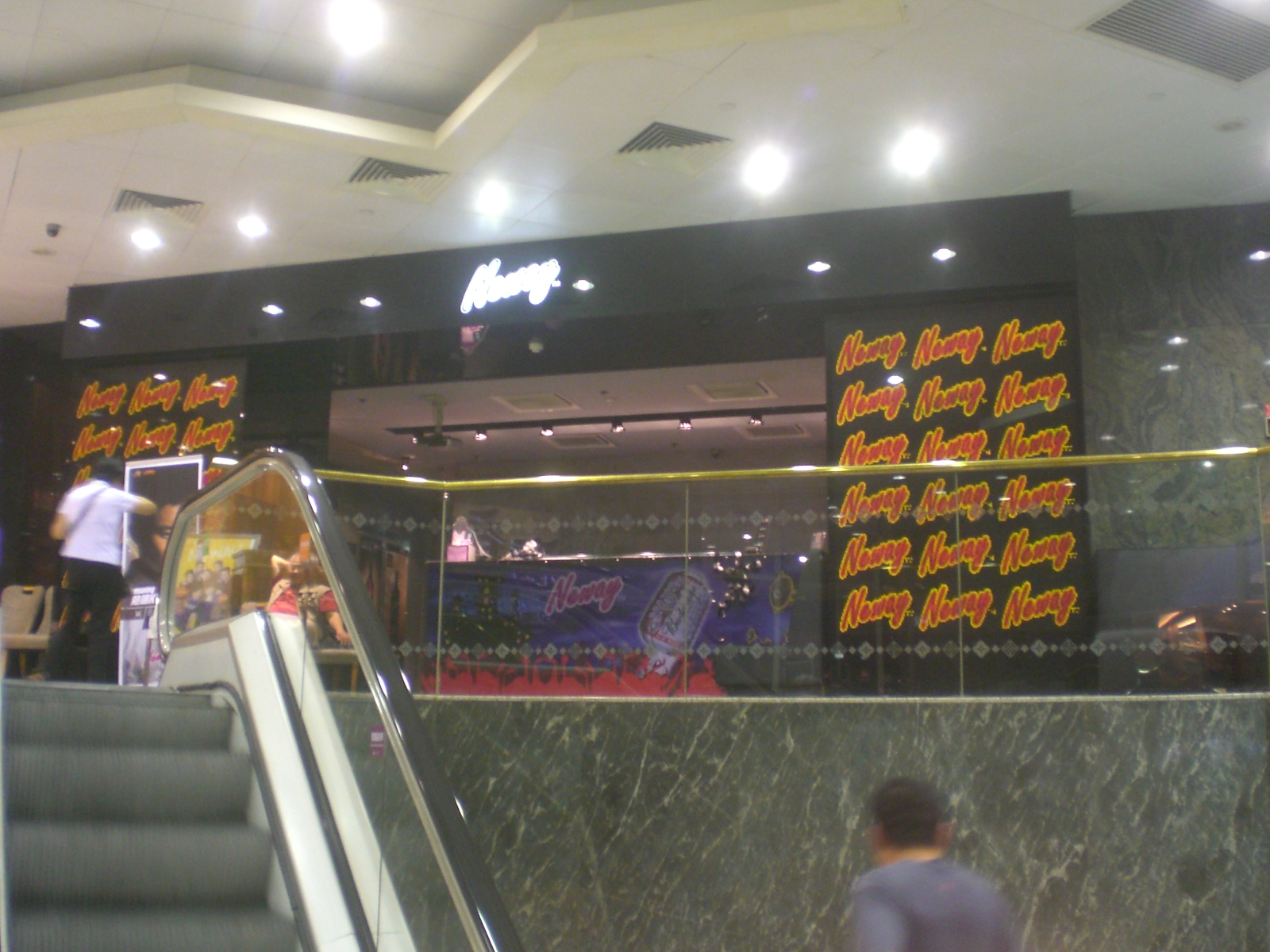
Neway（已結業）

### 翻新後內部環境

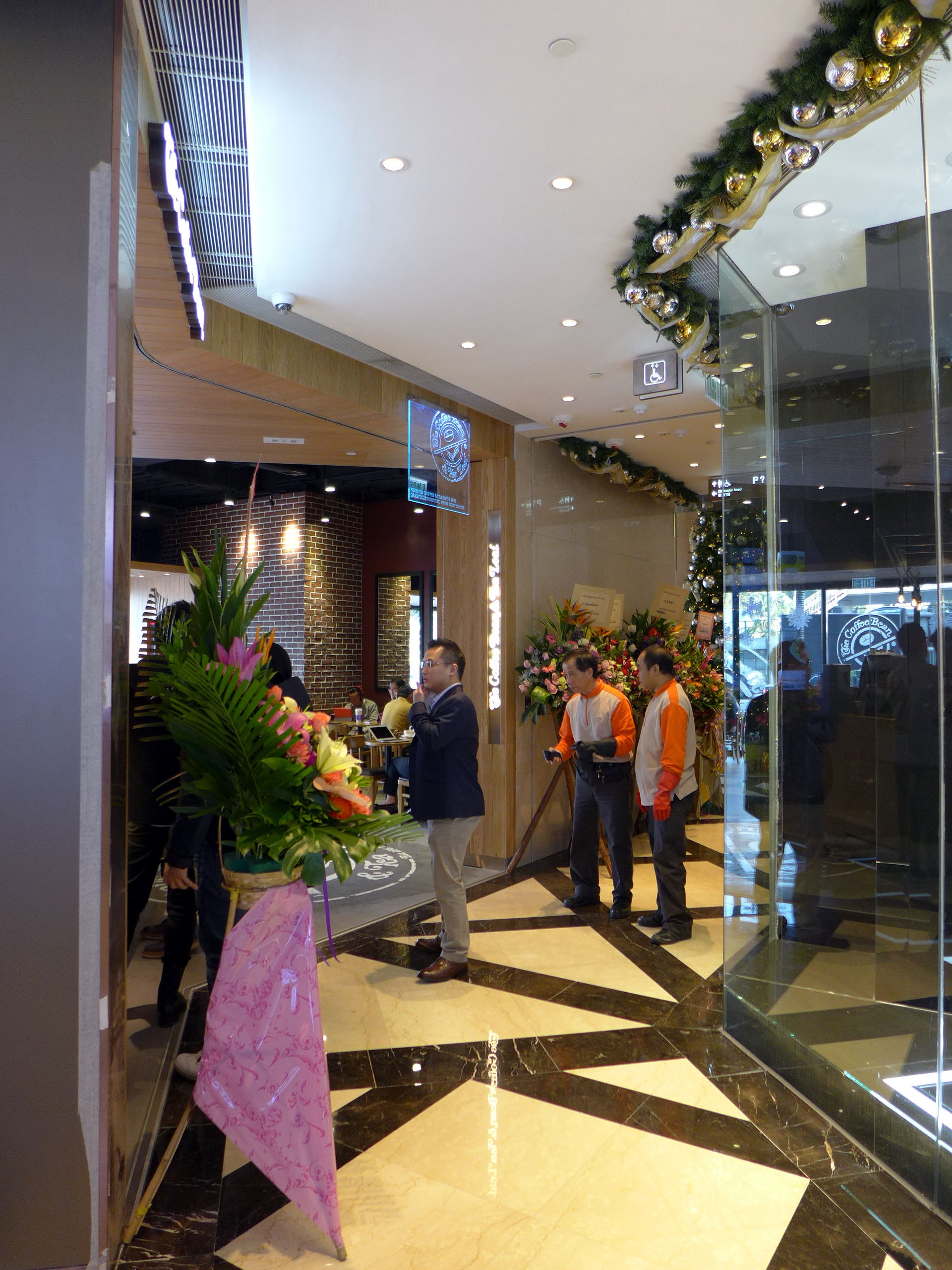
翻新後地下通道
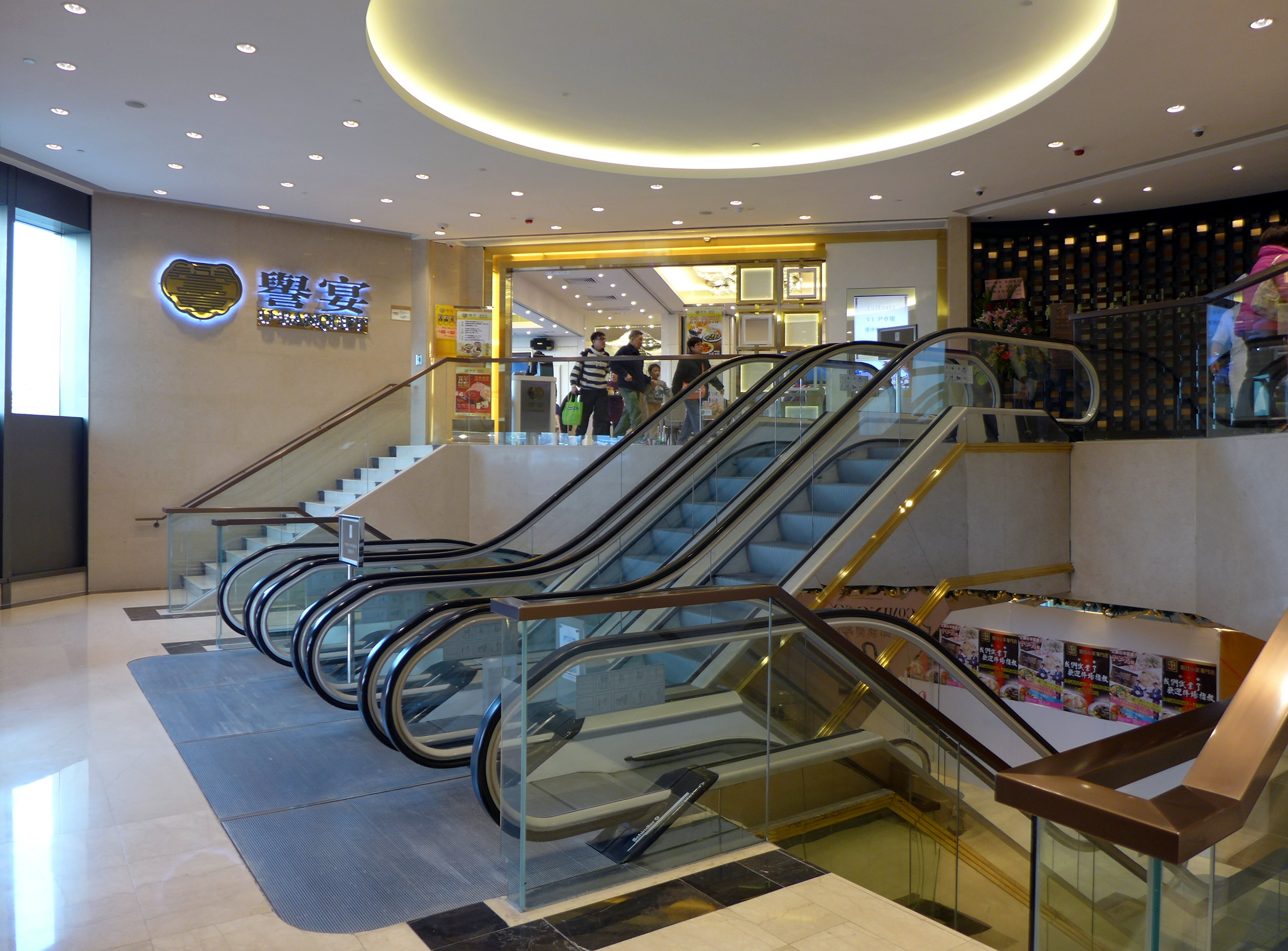
翻新後2樓設「譽宴」和富臨飯店
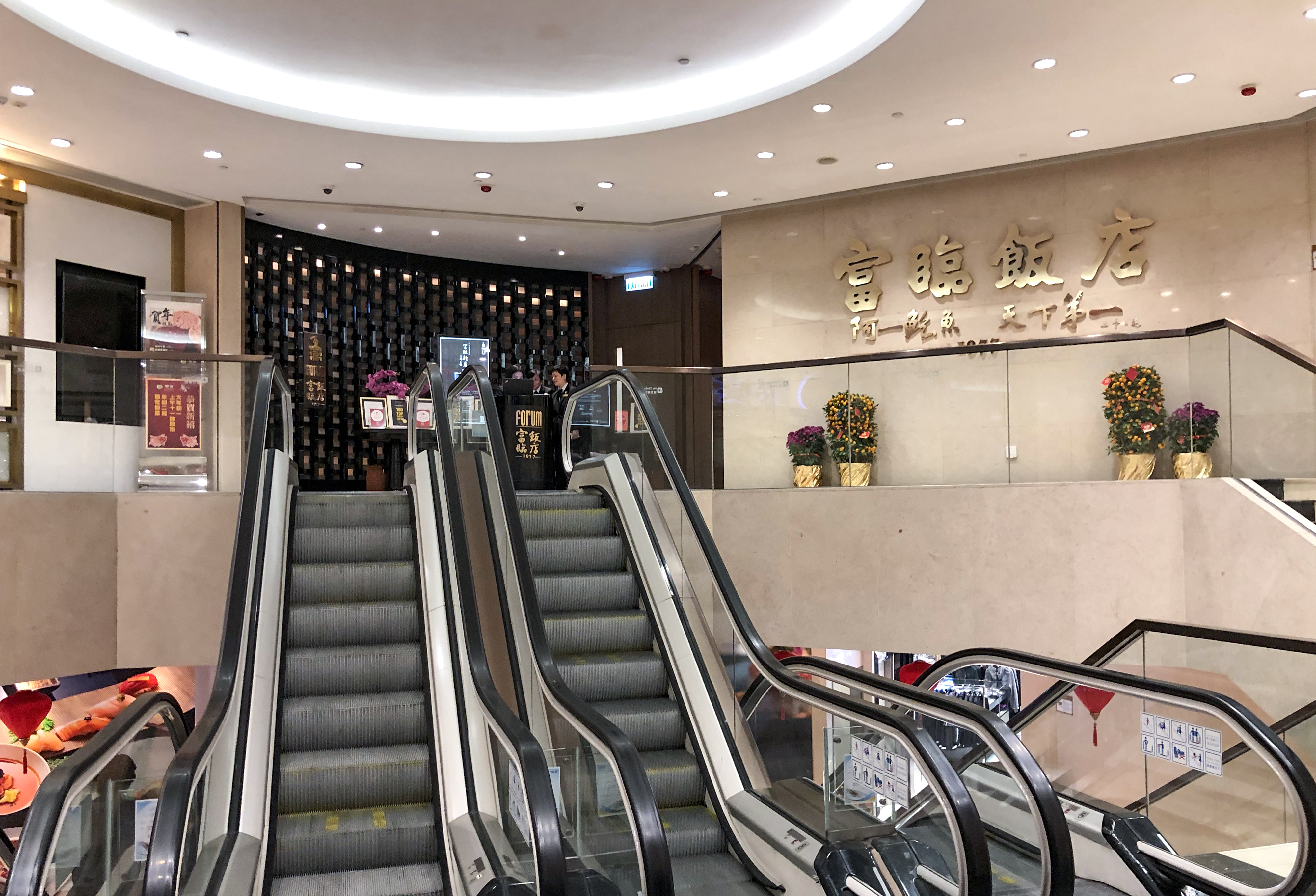
富臨飯店的其他角度的照片

## 外部連結
- 信和廣場的建築師 （页面存档备份，存于）
- hpa何設計 （页面存档备份，存于）